# Kurt Himer
Kurt Himer (* 21. Dezember 1888 in Cottbus; † 4. April 1942 Hospital in Simferopol, damals Sowjetunion) war ein deutscher Offizier, zuletzt Generalleutnant der Wehrmacht, und Militärattaché.

## Leben
Kurt Himer trat nach seiner Schulausbildung am 21. April 1908 als Fahnenjunker in die Preußische Armee ein und wurde zuerst im 4. Infanterie-Regiment Nr. 157 eingesetzt. Im August 1909 wurde er zum Leutnant befördert und ab Juli 1912 im gleichen Regiment als Adjutant eingesetzt. Kurz nach seiner Beförderung zum Oberleutnant, Anfang 1915, wechselte er in die MG-Kompanie und anschließend übernahm er bis Ende 1916 den Posten des Regiments-Adjutanten. Ein Jahr darauf wurde er zum Hauptmann befördert und war zu Kriegsende im Generalstab der 7. Landwehr-Division und des XXII. Reserve-Korps tätig.
Nach der Auflösung des kaiserlichen Heeres 1919 kam er zur 41. Reichswehr-Brigade. Auch hier war er Anfangs als Adjutant und in anderen Stabsstellen eingesetzt, bis er 1921 Kompaniechef im 2. Infanterie-Regiment wurde. Es folgten 1923 weitere Stabsaufgaben in der 6. Division, dann ab 1928 in der 4. Infanterie-Division und 1929 beim 6. Infanterie-Regiment. Ab 1930 schlossen sich Tätigkeiten in verschiedenen Kommandobüros und ab April 1931 seine Kommandierung ins Reichswehrministerium in Berlin an. Hier war er bis Dezember 1934 Leiter der Abteilung III der Abwehr und wurde im April gleichen Jahres zum Oberstleutnant befördert. Sein Nachfolger als Abteilungsleiter war Rudolf Bamler. In den Jahren bis 1937 war er als Regimentskommandeur in mehreren Regimentern eingesetzt und wurde im Januar 1936 zum Oberst und am 1. Oktober 1939 zum Generalmajor befördert.
Ab 10. November 1938 war er als Militärattaché an der deutschen Botschaft in Warschau eingesetzt. Seine Zeit in Polen war für Himer von Anfang an geprägt von den Vorbereitungen des geplanten deutschen Überfall auf Polen. Mit Kriegsbeginn wurde die Botschaft in Warschau geschlossen und er fungierte als Stabschef beim Grenzschutz-Abschnitts-Kommando 1, welches während des Überfalls auf Polen dem selbständigen Korps Kaupisch unterstellt wurde. Im Zuge der Auflösung des Grenzschutz-Abschnitts-Kommando 1 wurde er im November 1939 zum Stabschef des daraus hervorgehenden Höheren Kommandos z. b. V. XXXI unter dem General der Flieger Leonard Kaupisch ernannt. In den deutschen Überfall auf Dänemark im April 1940 war Himer ebenfalls unmittelbar eingebunden. So nahm er am 8. April 1940, wenige Stunden vor der Okkupation gegen 23.00 Uhr an einer Besprechung an der deutschen Gesandtschaft in Kopenhagen teil. Sie diente dazu, dass der versiegelte Umschlag mit dem deutschen Memorandum, bestimmt für die dänische Regierung, geöffnet wurde. Dieses Schriftstück sollte am kommenden Morgen nach 5.00 Uhr dem dänischen Außenminister Peter Rochegune Munch durch den deutschen Gesandten Cécil von Renthe-Fink übergeben werden. Darin war die deutsche Forderung enthalten, dem deutschen Vorgehen bei der militärischen Besetzung des Landes „keinerlei Widerstand entgegen(zu)bringen“. Weisungsgemäß erfolgte am Morgen des 9. April 1940, pünktlich um 5.00 Uhr der Anruf beim dänischen Außenminister Munch, mit der Bitte um einem dringenden Gesprächstermin. Zu diesem Zeitpunkt hatten bereits deutsche Truppen das dänische Territorium betreten und erste Schusswechsel zwischen deutschen und dänischen Einheiten stattgefunden. Bei dem dann um 5.20 Uhr stattgefundenen Termin verlass der deutsche Gesandte von Renthe-Fink das Memorandum und forderte die kampflose Übergabe Dänemarks. Worauf Außenminister Munch umgehend Protest einlegte. In den weiteren Tagen der militärischen Besetzung des Landes war das von Himer befehligte Generalkommando direkt beteiligt. Im September 1940 wechselte er zur 216. Infanterie-Division an der nördlichen Westfront. Er kam dann ab April 1941 kurzfristig in die Führerreserve des Oberkommandos des Heeres (OKH) und fungierte ab April 1941 während des Balkanfeldzuges als Bevollmächtigter General der deutschen Wehrmacht in Ungarn. Am 1. Oktober 1941 wurde er zum Generalleutnant befördert und übernahm im September die Führung der 46. Infanterie-Division, die er als Kommandeur bis März 1942 innehatte. Mit dieser Division kämpfte er auf der Krim.
Als im Zuge der Kertsch-Feodossijaer Operation sowjetische Kräfte am 29. Dezember 1941 bei Feodossija landeten, befahl Hans von Sponeck ohne Rücksprache mit seiner vorgesetzten Kommandobehörde, der 11. Armee unter Erich von Manstein, die Räumung der Halbinsel Kertsch. Himer zog seine Division unter Zurücklassung militärischem Materials zurück, konnte aber nach der Aufhebung des Rückzugsbefehls durch von Manstein nicht mehr in die ursprünglichen Stellungen zurückkehren. Sponeck wurde vor ein Kriegsgericht gestellt. Generalfeldmarschall Walter von Reichenau sperrte alle Auszeichnungen für die 46. Infanterie-Division. Sein Nachfolger, Feldmarschall Fedor von Bock, hob diesen Befehl auf.
Bei einem sowjetischen Mörserangriff am 26. März 1942 wurde er schwer verwundet. Daraufhin wurde er wegen der Verletzung und einer notwendig gewordenen Beinamputation neuerlich in die Führerreserve versetzt. Im Hospital von Simferopol verstarb er dann am 4. April 1942 an seinen Verwundungen.

## Werk
- gemeinsam mit Paul Tiede und Edgar Röhricht: Das 4. Schlesische Infanterie-Regiment Nr 157. Stalling, 1922.